# Brohl
Brohl es un municipio situado en el distrito de Cochem-Zell, en el estado federado de Renania-Palatinado (Alemania). Tiene una población estimada, a mediados de 2023, de 346 habitantes.